# Rosso di Montepulciano
Rosso di Montepulciano ist ein Rotwein, der in der italienischen Gemeinde Montepulciano in der Provinz Siena (Toskana) erzeugt wird. Er ist der preiswertere „kleine Bruder“ (Zweitwein) des Vino Nobile di Montepulciano. Der Wein verfügt seit 1988 über eine „kontrollierte Herkunftsbezeichnung“ (Denominazione di origine controllata – DOC). Diese wurde zuletzt am 8. April 2020 aktualisiert.

## Erzeugung
Folgende Rebsorten dürfen für die Erzeugung verwendet werden:
- 70–100 % Sangiovese, der in Montepulciano „Prugnolo gentile“ genannt wird
- 0–30 % andere Rebsorten (meist Canaiolo, Trebbiano und Malvasia Bianca Lunga), die in der Region Toskana zum Anbau zugelassen sind. Dabei dürfen weiße Rebsorten höchstens zu 5 % enthalten sein. Aroma-Rebsorten dürfen nicht verwendet werden, mit Ausnahme von Malvasia Bianca Lunga.

Der Rosso di Montalcino darf nicht vor dem 1. März des auf die Ernte folgenden Jahres verkauft werden.

## Anbau
Das Weinanbaugebiet liegt ausschließlich auf dem Gebiet der Gemeinde von Montepulciano in der Provinz Siena.
Im Jahr 2019 wurden von 288 ha Rebfläche 20.163 hl Rosso di Montepulciano (DOC-Wein) erzeugt.

## Beschreibung
gemäß Denomination:
- Farbe: rubinrot
- Geruch: intensiv weinig. Bei möglicher Reifung in Holzfässern kann er auch einen leichten Holzgeruch aufweisen.
- Geschmack: trocken, anhaltend und leicht tanninhaltig
- Alkoholgehalt: mindestens 11,5 Vol.-%
- Säuregehalt: mind. 4,5 g/l
- Trockenextrakt: mind. 21,0 g/l